# Bathytyphlops sewelli
Bathytyphlops sewelli is een straalvinnige vissensoort uit de familie van netoogvissen (Ipnopidae). De wetenschappelijke naam van de soort is voor het eerst geldig gepubliceerd in 1939 door Norman.